# Jean-Dominique Senard
Jean-Dominique Senard (7 de marzo de 1953) es un ejecutivo y empresario francés. En mayo de 2012 sustituyó a Michel Rollier como director ejecutivo de la multinacional Michelin, después de unirse a la compañía como director financiero en 2005. Senard fue el primer CEO de Michelin sin relación de parentesco con la familia fundadora. En enero de 2019 fue nombrado presidente de la multinacional Renault.

## Biografía
Senard, hijo de diplomático, creció entre embajadas de todo el mundo. Asistió a la Escuela de Estudios Superiores de Comercio (HEC) en París, donde completó su formación con un máster en Derecho.
Comenzó su carrera en varias financieras y llegó a la empresa petrolera Total en 1979. En 1987, Senard se incorporó a la gestión de tesorería de Saint-Gobain. En febrero de 1988, fue nombrado subdirector, y director en 1991. Luego pasó a dirigir los materiales de construcción del grupo Saint-Gobain, donde permaneció 1996, cuando se une al grupo de aluminio conglomerado Pechiney como director financiero y miembro de su comité ejecutivo. El período fue muy agitado para el gigante del aluminio. Cuando la minera Alcan lanzó una oferta pública de adquisición de Pechiney en 2003, Senard fue nombrado presidente, con una hoja de ruta para alcanzar la fusión. Como resultado de la OPA, se convirtió en miembro del Comité de administración de Alcan.
En marzo de 2005, se unió a Michelin como responsable de finanzas y miembro del Consejo ejecutivo. Tras la muerte por ahogamiento accidental de su jefe, Édouard Michelin, en 2006, fue nombrado socio director del grupo en mayo de 2007. En noviembre de 2014, Senard fue confirmado como gerente general de la compañía tras una reunión de la junta directiva. Su mandato fue renovado por cuatro años y finalizaría en la primera mitad de 2019, en la clausura de la junta general de accionistas.

### Renault
El Consejo de administración de Renault nombró el 24 de enero de 2019 a Senard como presidente de la multinacional Renault, para reemplazar a Carlos Ghosn, encarcelado en Japón por supuestas irregularidades en Nissan. A la par, la multunacional del automóvil nombraba a Thierry Bolloré como director general y responsable ejecutivo de la actividad diaria de Renault.